# Karácsond
Karácsond là một thị trấn thuộc hạt Heves, Hungary. Thị trấn này có diện tích 31,6 km², dân số năm 2010 là 3128 người, mật độ 99 người/km².